# Oliger 2068 Floppy Disk Interface
Oliger 2068 Floppy Disk Interface, známý také pod názvy Oliger 2068 Disk Inteface, Oliger Disk Drive, Oliger Safe Disk System, Oliger Disk System, JLO Disk Interface, JLO Safe Disk, či JLO TS2068 Disk System je disketový řadič pro počítače Timex Sinclair 2068. Výrobcem zařízení byla The John Oliger Company. Zařízení bylo uvedeno na trh v zimě roku 1986. Začátkem roku 1990 byl Oliger 2068 Floppy Disk Interface druhým nejpoužívanějším diskovým systémem, prvním byl Larken Disk System s LKDOSem.

## Popis zařízení
Zařízení se skládá ze dvou desek Board A a Board B, které se zasunují do základní rozšiřující desky se čtyřmi sloty. Board A obsahuje vlastní disketový řadič, Board B obsahuje přidanout paměť ROM a RAM. V ROM je obsažený operační systém JLO SAFE, obsluha přidaných příkazů JLO SAFE Disk Basic a ovladač paralelní tiskárny (Centronics). Podporovány jsou interface pro tiskárny Aerco a Oliger. Zařízení má svojí vlastní obsluhu NMI. Zařízení neumí pracovat se sekvenčními soubory.
K disketovému řadiči je možné připojit až čtyři disketové mechaniky.

### Používané příkazy
- FORMAT /"název" - formátování diskety a nastavení jejího jména,
- CAT, CAT / - zobrazení seznamu souborů na disketě,
  - CAT /n - obdoba příkazu dir /w MS-DOSu, pro n od 1 do 255 nastaví počet sloupců pro seznam souborů (nastavení je zapamatováno pro všechny následující výskyty příkazu CAT, pro návrat ke standardnímu zobrazení seznamu souborů je nutné použít příkaz CAT /0),
- MOVE / - zkopíruje obsah diskety v aktuální jednotce na disketu v následující jednotce,
- MOVE /"název" [specifikátor typu souboru] - kopírování souboru na disketu v následující jednotce,
- MOVE /"název" [specifikátor typu souboru] TO n - kopírování souboru na disketu v mechanice n,
- SAVE /"název" [specifikátor typu souboru]:
  - SAVE /"název" - uložení programu v BASICu na disketu,
  - SAVE /"název" LINE n - uložení programu v BASICU s automatickým spuštění po LOAD od řádku n,
  - SAVE /"název" CODE adresa, délka - uložení obsahu paměti,
  - SAVE /"název" VAL - uložení proměnných programu v BASICu,
  - SAVE /"název" SCREEN$ - uložení obsahu obrazovky,
  - SAVE /"název" DATA proměnná() - uložení číselného pole,
  - SAVE /"název" DATA proměnná$() - uložení řetězcového pole,
  - SAVE /"název" ABS - uložení celého obsahu paměti,
- SAVE /0 - uloží automaticky spouštěný menu program,
- SAVE //"název" [specifikátor typu souboru] - ukládání na disk, pokud už existuje soubor se stejným názvem, je bez varování přepsán novým souborem,
- LOAD /"název" [specifikátor typu souboru]:
  - LOAD /"název" - nahrání programu v BASICu, případně i jeho automatické spuštění,
  - LOAD /"název" CODE - nahrání uloženého obsahu paměti zpět do paměti,
  - LOAD /"název" VAL - nahrání proměnných programu v BASICu,
  - LOAD /"název" SCREEN$ - nahrání obsahu obrazovky,
  - LOAD /"název" DATA proměnná() - nahrání číselného pole,
  - LOAD /"název" DATA proměnná$() - nahrání řetězcového pole,
  - LOAD /"název" ABS - nahrání celého obsahu paměti,
- LOAD - bez parametrů, případně LOAD /0 nahraje automaticky spouštěný menu program,
- LOAD /n - pro n > 0 nahrání souborů z diskety ve formátu V1,
- MERGE /"název" - přihrání nové části programu v BASICU,
- VERIFY /"název" [specifikátor typu souboru] - kontrola uloženého souboru, neprovádí porovnání obsahu souboru s daty v paměti,[5]
- COPY / - vytištení obsahu obrazovky na tiskárně,
- RESTORE /"původní název" TO "nový název" - přejmenování souboru,
- RESTORE /"nový název disku",
- RESTORE /s - nastavení systému do výchozího stavu,
- ERASE /"název" [specifikátor typu souboru],
- LET /s=n - nastavení diskety jako jednostranné (n = 1) nebo oboustranné (n = 2),
- LET /d=n - nastavení aktuální mechaniky, n je v rozsahu od 0 do 3,
- LET /t=n - nastavení počtu stop na disketě, n je v rozsahu 10 - 250,
- LET /h=n - nastavení rychlosti pohybu hlavičky, n = 0 => 6 ms, n = 1 => 12 ms, n = 2 => 20 ms, n = 3 => 30 ms,[pozn. 2]
- LET /p=o - nastavení výstupu na tiskárnu připojenou přes řadič,
- LET /p=t - nastavení výstupu na tiskáru TS 2040,
- LET /p=o/b, LET /p=t/b - nastavení tiskárny a definice protokolu pro COPY /, kde b může být: a - ASCII kopie, o - OKIDATA kopie, l - Olivetti PR2300, g - GEMINI (a mnoho tiskáren Epson), b - Gorilla Banana kopie
- FOR /n TO m, FOR /m - rychlý FOR s omezením na rozsah od 0 do 65535, kdy 65535 znamená nekonečno; řídicí proměnná cyklu musí být definována na začátku programu nebo hned po příkazu CLEAR příkazem LET,[pozn. 3] proměnná pak může být použita i v cyklu,
- NEXT - bez proměnné, konec cyklu,
- RUN /"název" CODE, RUN /"název" CODE poznámka - nahrání 1760 bajtů do banky B od adresy 3800 (šestnáctkově) a jejich spuštění, za CODE lze doplnit poznámku, která nebude interpretována,
- GO SUB /, GO SUB / poznámka - znovuspuštění kódu v bance B od adresy 3800 (šestnáctkově) nahrané dříve příkazem RUN /"název" CODE, pokud příkaz RUN /"název" CODE nebyl ještě použit, zobrazí se chybové hlášení FILE NOT FOUND, za příkaz lze doplnit poznámku, která se neinterpretuje.

### Obsluha NMI
Po stisku tlačítka NMI, počítač čeká na stisk klávesy a podle toho provede akci:
- číselné klávesy - uložení celého obsahu paměti, název souboru odpovídá stisknuté klávese,[1]
- Q - T na stejném řádku klávesnice - uložení obsahu obrazovky,
- Z - vytisknutí obsahu obrazovky na tiskárně připojené přes port Centronics řadiče,
- C - návrat do BASICu,
- Enter - návrat do přerušeného programu.

Pokud je při stisknutí tlačítka NMI současně stisknutá klávesa N, je proveden reset počítače.

## Historie
Pro ovládání řadiče původně Oliger 2068 Floppy Disk Interface v syntaxi příkazů používal znak *, ale protože tento znak je podporován běžně nepoužívanými částmi interpretu Sinclair BASICu na počítačích Timex Sinclair 2068, byl znak * změněn na /.
První verze používaly k označování souborů pouze čísla a každý soubor se skládal z částí o velikosti 55 KiB. K načítání souborů do paměti sloužil příkaz LOAD /n, kde n bylo od jedné do X. K formátování disket se používal příkaz FORMAT, který v případě chyby zobrazil chybové hlášení „Tape loading error“.
Verze 2.1 přinesla nové příkazy a nový formát disku. Nový formát používal pro soubory bloky velikosti 5 KiB nazývané cylindry. Na předcházející formát disku verze 1.1 nebylo možné z verze 2.1 zapisovat, ale pomocí původních příkazů pro nahrání souboru do paměti počítače bylo možné soubory číst. Většina nových příkazů byla variantou příkazů pro práci s magnetofonem. Po prvním použití konkrétního názvu souboru, je pro tento soubor rezervováno místo. V případě, že je stejné jméno použito znovu a původní soubor je tak přepsán, ale může dojít k chybě „FILE TOO LARGE“, pokud by novější verze souboru potřebovala více místa, než kolik je už rezervováno. S novými příkazy přibyla možnost přejmenování souboru. Příkaz SAVE /0 zůstal zachován, ale příkaz ERASE nebyl zaveden.
Ve verzi 2.2 přibyl příkaz ke kopírování souboru na jinou disketu MOVE /"název" TO n. Také přibyl příkaz VERIFY pro kontrolu souboru. Po každém příkazu SAVE je prováděno ověření dat automaticky. Bylo přislíbeno přidání příkazu MERGE /"název".
Verze 2.52 přinesla příkazy ERASE /"název" a RESTORE /"nový název disku".
Verze 2.54 umožnila současné používání JLO a LKDOSu na stejných disketových mechanikách. Později byla uvolněna verze 2.55.
Verze 2.6 přinesla příkazy CAT /n, RUN /"funkce" CODE a GOSUB /. Znak £ začal být používán jako zástupný znak. Aby se předešlo případnému poškození seznamu souborů na disketě, hlava mechaniky začala být parkována nad první stopou. Později se objevila verze 2.65.

## Spolupráce s jinými zařízeními
Pro práci se zařízením je možné použít pouze Board A a do počítače vložit Larken SKDOS kártridž. Oliger 2068 Floppy Disk Interface pak pracuje jako Larken Disk System a používá diskety jeho formátu. Zařízení je možné provozovat společně s SPDOSem. Je možné dokonce provozovat společně všechny tři disketové operační systémy.
Je také možné provozovat současně připojený kompletní Oliger 2068 Floppy Disk Interface a do počítače vložit SKDOS kártridž nebo kompletní Larken Disk System společně s Board A Oliger 2068 Floppy Disk Interface, čímž uživatel získá přístup k oběma disketovým formátům.
Oliger 2068 Floppy Disk Interface je také možné provozovat s původním LKDOSem. Může se ale stát, že se počítač plně nespustí, protože obě zařízení se snaží inicializovat současně. Řešením je buď zakázat inicializaci LKDOSu a ten po spuštění počítače inicializovat ručně příkazem RANDOMIZE USR 96, nebo zakázat inicializaci Oliger 2068 Floppy Disk Interface, protože LKDOS umí inicializovat Oliger 2068 Floppy Disk Interface poté, co inicializuje sám sebe. V případě použití Oliger 2068 Floppy Disk Interface s LKDOSem by neměly být při používání LKDOSu používány příkazy, kterým předchází PRINT #4, ale místo něho by se měl používat RANDOMIZE USR 100.

### MAX DOS
Současný provoz plného disketového systému Oliger 2068 Floppy Disk Interface společně s kártridží LKDOS byl nazýván MAX DOS. Protože příkazy pro Oliger 2068 Floppy Disk Interface a pro LKDOS spolu nekolidují, je možné je používat v programech společně. Protože každý z obou systémů umožňuje nastavit defaultní mechaniku pro disketové operace, Oliger příkazem LET /d=n a LKDOS příkazem PRINT #4: GO TO n, je možné při připojených dvou disketových mechanikách jednu mechaniku vyhradit pro formát Oliger a druhou pro formát LKDOS. Řádka programu, např.
```
100 SAVE /"file 1" DATA a$(): PRINT #4: SAVE "file1.a$" DATA a$()
```

je tak počítačem akceptována a při dvou disketových mechanikách provede postupné uložení obsahu proměnné v obou disketových formátech. Problém společného používání obou systémů je NMI, protože ho využívají oba systémy. Při použití NMI tak jeden ze systémů musí být ručně vypnut. Při použití tří disketových mechanik je možné využít je způsobem, kdy jedna mechanika je rezervována pro práci s daty v systém Oligeru, druhá mechanika obsahuje disketu s utilitami pro LKDOS a třetí mechanika obsahuje disketu rezervovanou pro práci s daty v systému LKDOS.

## Technické informace
- disketový řadič WS-1770,
- paměť ROM: 8 KiB,
- paměť RAM: 8 KiB,
- kapacita diskety: 40stopá disketa 405 KiB, 80stopá disketa 815 KiB[1]

Adresář disketového systému obsahuje pro každý soubor pouze jediný ukazatel, takže všechny soubory musí být uloženy tak, aby mezi nimi nebylo prázdné místo. Pokud by při přepisování souboru došlo k situaci, že nová verze souboru by zabrala více místa, musí nová verze být uložena pod jiným názvem.
S použitím Toolkit II je možné diskety disketového systému číst na počítačích Sinclair QL s připojeným disketovým řadičem.